# Empire (Michigan)
Empire è un villaggio degli Stati Uniti d'America, situato nello Stato del Michigan, nella contea di Leelanau.